# جراح الفوزان
جراح خالد سليمان فوزان علي الفوزان (1989-) سياسي كويتي، ونائب في مجلس الأمة الكويتي.

## سيرته
وُلد جراح الفوزان بالكويت عام 1989، وحصل على بكالوريوس قانون من كلية القانون الكويتية العالمية، وشارك لأول مرة في انتخابات مجلس الأمة الكويتي 2020 في الدائرة الثالثة، وجاء في المركز الثاني عشر برصيد 2,569 صوت وخسر بالانتخابات، كما شارك في انتخابات مجلس الأمة الكويتي 2022 في الدائرة الثالثة، وجاء في المركز الحادي عشر برصيد 2,880 صوت وخسر بالانتخابات، كما شارك في انتخابات مجلس الأمة الكويتي 2023 في الدائرة الثالثة، وحصل على المركز العاشر برصيد 3,633 صوت وفاز بالانتخاباتوشارك ايضاً في انتخابات مجلس الأمة الكويتي 2024 في الدائرة الثالثة, وحصل على المركز السادس برصد 5238 صوت وفاز بالانتخابات.